# Leichtathletik-Weltmeisterschaften 2009/Teilnehmer (Monaco)
| Gelbes Symbol für Goldmedaillen mit stilisierten Olympischen Ringen | Graues Symbol für Silbermedaillen mit stilisierten Olympischen Ringen | Braundes Symbol für Bronzemedaillen mit stilisierten Olympischen Ringen |
| ------------------------------------------------------------------- | --------------------------------------------------------------------- | ----------------------------------------------------------------------- |
| —                                                                   | —                                                                     | —                                                                       |

Der monegassische Leichtathletik-Verband stellte einen Athleten bei den Leichtathletik-Weltmeisterschaften 2009 in Berlin.

## Ergebnisse

### Männer
| Athlet         | Disziplin | Vorlauf     | Vorlauf | Halbfinale         | Halbfinale         | Finale             | Finale             |
| Athlet         | Disziplin | Zeit        | Platz   | Zeit               | Platz              | Zeit               | Platz              |
| -------------- | --------- | ----------- | ------- | ------------------ | ------------------ | ------------------ | ------------------ |
| Antoine Berlin | 1500 m    | 4:27,52 min | 53      | nicht qualifiziert | nicht qualifiziert | nicht qualifiziert | nicht qualifiziert |